# Cook Island (ö i Kiribati)
Cook Island är en ö i Kiribati.   Den ligger i örådet Kiritimati och ögruppen Linjeöarna, i den västra delen av landet, 3 300 km öster om huvudstaden Tarawa. Arean är 0,33 kvadratkilometer.
Terrängen på Cook Island är mycket platt. Öns högsta punkt är 6 meter över havet. Den sträcker sig 1,3 kilometer i nord-sydlig riktning, och 0,6 kilometer i öst-västlig riktning.